# Настоящие гадюки
Настоящие гадюки, или гадюки (лат. Vipera) — род ядовитых змей семейства гадюковых, широко распространенный в Северной Африке, Европе и Азии.

## Описание
Настоящие гадюки — обычно небольшого размера змеи. Голова отстоит от шеи и покрыта мелкими чешуйками у большинства видов, хотя у некоторых на голове присутствуют небольшие щитки.
Характерной отличительной чертой многих видов настоящих гадюк является наличие на спине контрастной зигзагообразной полосы или цепочки из отдельных пятен, обычно ромбовидной формы.

## Классификация
На 2011 год род Vipera включает 26 вида, которые составляют два подрода:
- подрод Pelias — щиткоголовые гадюки
  - Алтайская гадюка (Vipera altaica)[3]
  - Vipera anatolica
  - Vipera bulgardaghica
  - Адапазарская гадюка (Vipera barani)
  - Обыкновенная гадюка (Vipera berus)
  - Гадюка Никольского (Vipera nikolskii)
  - Гадюка Даревского (Vipera darevskii)
  - Гадюка Динника (Vipera dinniki)
  - Армянская степная гадюка (Vipera eriwanensis)
  - Гадюка Казнакова (Vipera kaznakovi)
  - Гадюка Лотиева (Vipera lotievi)
  - Реликтовая гадюка (Vipera magnifica)
  - Гадюка Орлова (Vipera orlovi)
  - Понтийская гадюка (Vipera pontica)
  - Восточная степная гадюка (Vipera renardi)
  - Сахалинская гадюка (Vipera sachalinensis)
  - Vipera sakoi
  - Vipera shemakhensis
  - Vipera seoanei
  - Vipera walser
  - Западная степная гадюка (Vipera ursinii)
- подрод Vipera sensu stricto
  - Носатая гадюка (Vipera ammodytes)
  - Асписовая гадюка (Vipera aspis)
  - Курносая гадюка (Vipera latastei)
  - Vipera monticola
  - Палестинская гадюка Вернера (Vipera palaestinae)[4]
  - Закавказская носатая гадюка (Vipera transcaucasiana)

Не все из этих видов являются общепризнанными, так, статус Vipera pontica может быть пересмотрен.
До недавнего времени в состав рода Vipera в качестве подрода входили малоазиатские гадюки (Montivipera), ранее также в состав этого рода включали виды современных родов гигантские гадюки (Macrovipera) и цепочные гадюки (Daboia).

## Примечание
1. ↑  The Reptile Database: genus Vipera (англ.)
2. ↑  русские названия приведены по Ананьева Н. Б., Боркин Л. Я., Даревский И. С., Орлов Н. Л. Пятиязычный словарь названий животных. Амфибии и рептилии. Латинский, русский, английский, немецкий, французский. / под общ. ред. акад. В. Е. Соколова. — М.: Рус. яз., 1988. — С. 363. — 10 500 экз. — ISBN 5-200-00232-X.,
дополнены по Ананьева Н. Б. и др. 2004
3. ↑  вид описан в 2010 году, эндемик Восточного Казахстана
4. ↑  не путать с палестинской гадюкой (Pseudocerastes fieldi) из рода Pseudocerastes
5. ↑  The Reptile Database: Vipera pontica (англ.)